# Knotenpunkt (rbb)
Knotenpunkt ist eine unregelmäßig erscheinende Magazinsendung im rbb-Fernsehen. Die Besonderheit der Sendung liegt im Entstehungsprozess, denn Knotenpunkt wird fast ausschließlich von den Auszubildenden, Volontären, Studenten und Trainees des Rundfunks Berlin-Brandenburg gestaltet. Sie übernehmen die journalistische Arbeit, technische Produktion und Moderation.

## Publikation
Die Themenschwerpunkte werden von den Auszubildenden gesetzt. Die Sendung wird intern halbjährlich produziert, aber nur veröffentlicht, wenn sich ein Abnehmer im Haus findet. Oft laufen die Knotenpunkt-Sendungen zu sehr unbeliebten Sendezeiten. Nach der Ausstrahlung wird die Sendung, die meistens zwischen 30 und 45 Minuten Länge aufweist, für ein Jahr in der ARD-Mediathek angeboten.
Die letzte Ausgabe Knotenpunkt erschien am 3. November 2023 unter dem Titel Freestyle und wurde von Shirley Martinez und Alexander Paulsen moderiert.